# Bojan Jokić
Bojan Jokić (Kranj, 1986. május 17. –) szlovén válogatott labdarúgó, az Ufa játékosa.

## Pályafutása

### A válogatottban
2006-ban volt először szlovén válogatott, azóta 84 alkalommal lépett pályára a nemzeti csapatban és 1 gólt szerzett. Részt vett a 2010-es világbajnokságon.

## Sikerei, díjai
Gorica
- Szlovén bajnok (1): 2005–06